# Comiket
Comic Market (コミックマーケット Komikku Māketto?), cunoscut mai frecvent ca Comiket (コミケット Komiketto?) sau Comike (コミケ Komike?), este o convenție⁠(d) bianuală dedicată dōjinshi în Tokio, Japonia. Aceasta este o piață grassroots⁠(d) axată pe vânzarea de lucrări dōjin (auto-publicate), fiind o convenție non-profit administrată de Comic Market Preparatory Committee (ComiketPC), o organizație formată din voluntari. Evenimentul a fost inaugurat pe 21 decembrie 1975, având aproximativ 700 de participanți, și a devenit între timp cea mai mare convenție de fani⁠(d) din lume, cu o participare estimată la 750.000 de persoane în 2019. Comiket are loc de obicei la Tokyo Big Sight⁠(d), în lunile august și decembrie, evenimentele fiind denumite Summer Comic Market (夏コミ Natsukomi?) (are loc vara) și Winter Comic Market (冬コミ Fuyukomi?) (are loc iarna), respectiv.

## Program

### Piața dedōjin
Comiket se concentrează în principal pe vânzarea de lucrări dōjin: opere auto-publicate, non-comerciale. Aproximativ 35.000 de cercuri (grupuri sau indivizi care creează dōjin) participă la fiecare ediție a evenimentului. Cercurile diferite expun în zile diferite ale convenției. Cercurile care produc lucrări pe subiecte similare, cum ar fi o franciză media anume sau un gen de manga, sunt de obicei grupate în aceeași zi. Cel mai comun articol vândut la Comiket este dōjinshi (benzi desenate, romane sau reviste auto-publicate). În număr mai mic, se vând și alte produse precum soft dōjin, jocuri analogice (jocuri de societate, jocuri de cărți etc.), muzică, haine și alte bunuri. Aceste produse sunt adesea opere derivativă bazate pe anime, jocuri video și alte medii, fiind legale conform legii japoneze. De la inaugurarea Comiket, copii ale tuturor lucrărilor vândute în cadrul convenției sunt colectate și arhivate de ComiketPC. Până în prezent, peste 2,1 milioane de lucrări au fost arhivate.

### Cosplay

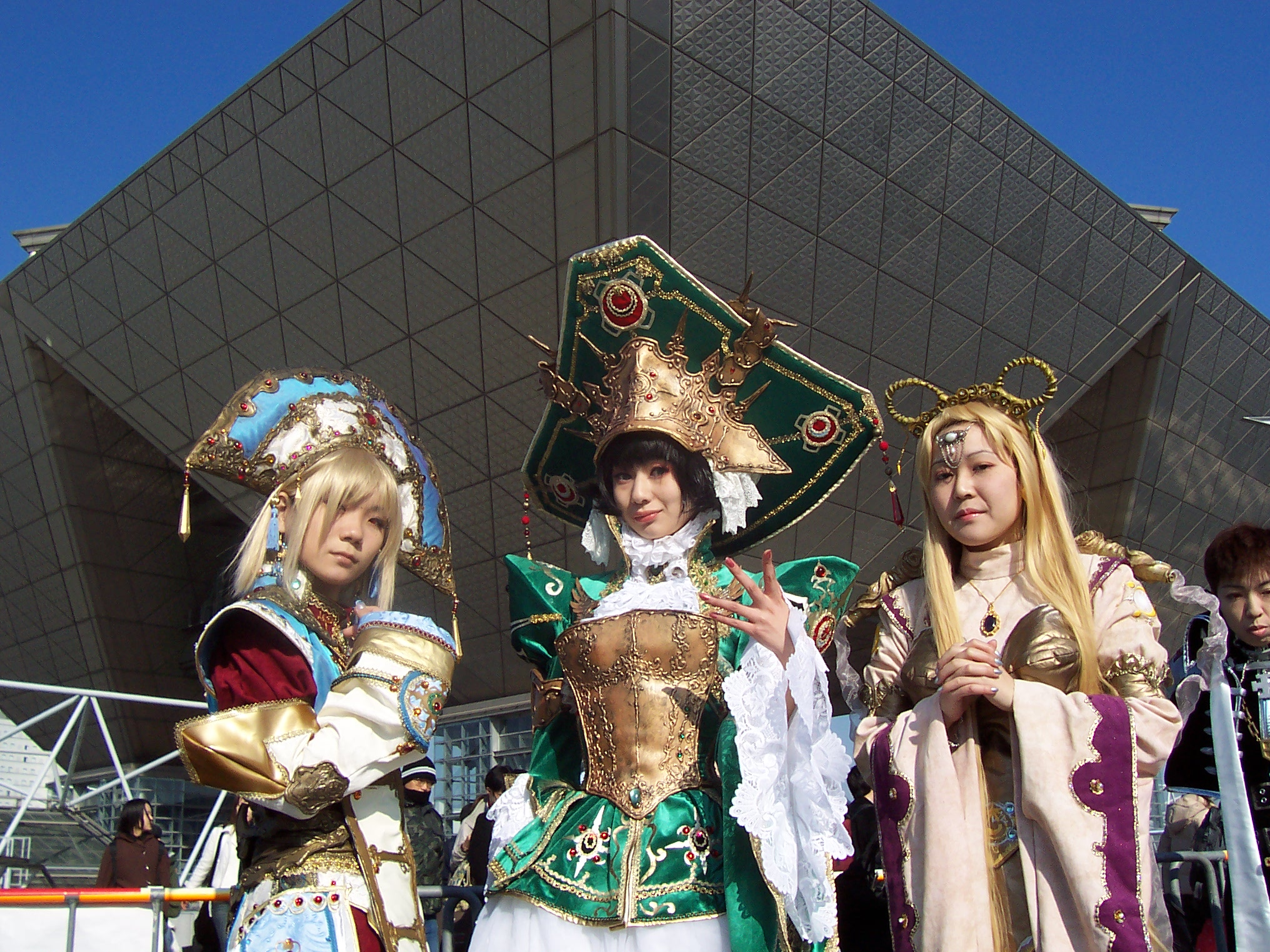
Cosplayeri la Comiket 69 din decembrie 2005.

Comiket este un eveniment major pentru entuziaștii de cosplay. De-a lungul timpului, regulile legate de cosplay au fost relaxate. Începând cu Comiket 80 din 2011, s-a trecut de la reglementarea obiectelor (de exemplu, interzicerea obiectelor care ar putea fi utilizate ca arme) la reglementarea comportamentului (de exemplu, interzicerea mișcărilor periculoase cu obiecte lungi). Reguli generale includ: evitarea ținutelor prea revelatoare, nu sunt permise imitațiile de uniforme oficiale, participanții trebuie să fie îmbrăcați normal la sosirea și plecarea de la eveniment.

### Standuri corporative
Comiket găzduiește anual 190 de standuri corporative. Acestea includ companii comerciale mari, cum ar fi studiouri de jocuri video și edituri manga și sesiuni de întâlniri cu celebrități.

## Organizare

### Program

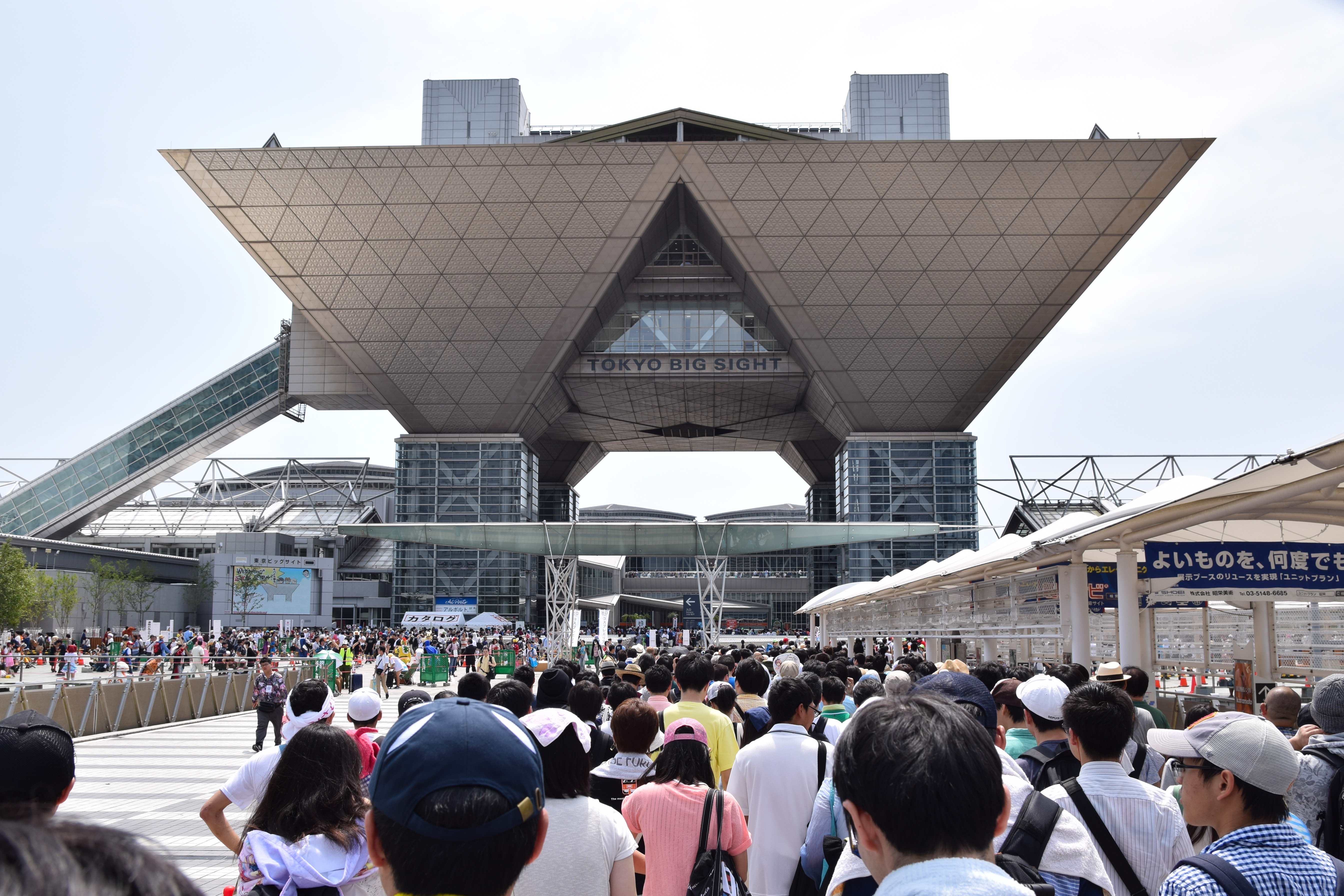
Coada formată la intrare la Comiket 90 în august 2016.

Comiket are loc de două ori pe an: Natsukomi (Summer Comic Market): în august, de obicei de vineri până duminică, la mijlocul lunii și Fuyukomi (Winter Comic Market): în decembrie, în cele trei zile anterioare Anului Nou. Din 1995, fiecare ediție a durat trei zile. Începând cu Comiket 96, durata a fost extinsă la patru zile, dar a fost ulterior redusă la două zile din cauza pandemiei de COVID-19. Convenția este deschisă între 10:00 – 16:00. Standurile corporative rămân deschise până la 17:00. În ultima zi, iar evenimentul se închide cu o oră mai devreme în ultima zi. Tokyo Big Sight este gazda evenimentului din 1996. Comiket 98 (august 2020) a fost prima anulare din istoria Comiket. Comiket 99 (decembrie 2020) a fost amânat pentru decembrie 2021 și a avut loc pe durata a două zile după o pauză de doi ani.

### Mărimea evenimentului

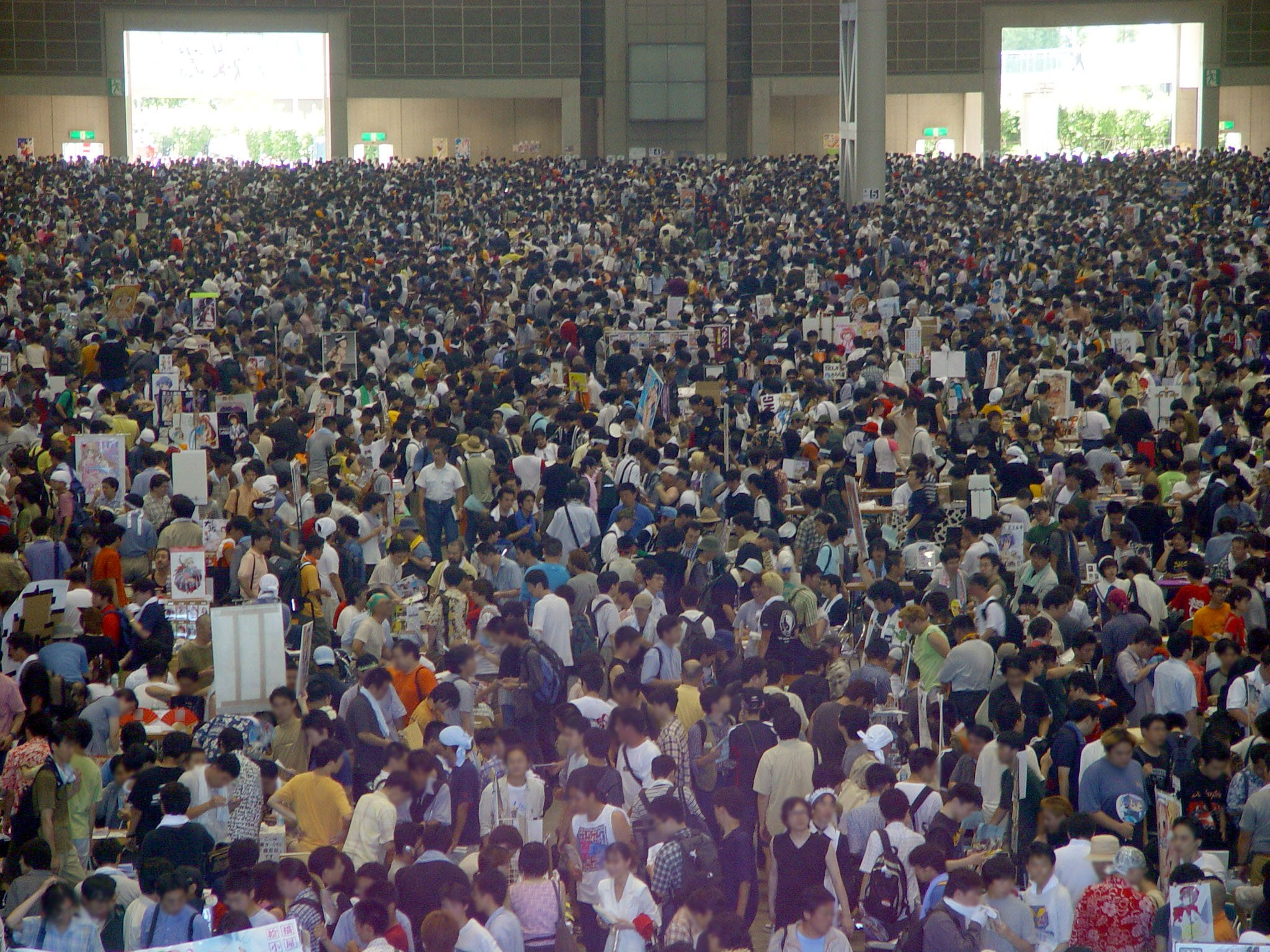
Cozi la Comiket 62 în august 2002

Comiket este cea mai mare convenție de fani din lume, crescând de la mai puțin de 10.000 de participanți în 1982 la peste jumătate de milion până în 2004. Începând cu 2007, numărul participanților a fluctuat în jur de 500.000 pentru Comiketul din iarnă și 560.000 pentru Comiketul din vară. Datorită numărului extrem de mare de participanți la Comiket, companiile de telefonie mobilă instalează antene temporare, iar Tokyo Metro⁠(d) face aranjamente speciale pentru a gestiona mulțimile mari. Cozile de o oră pentru a intra la Comiket în orele de vârf sunt obișnuite, iar unii participanți stau la coadă chiar și cinci ore înainte de eveniment pentru a se asigura că intră devreme. Cercurile populare sunt frecvent plasate lângă docurile de încărcare ale locației, astfel încât cozile lor să se poată extinde în exterior. ComiketPC recomandă ca participanții pentru prima dată să sosească după-amiaza pentru a evita cozile.

### Catalog
Pentru fiecare ediție Comiket, este lansat un catalog care conține informații despre eveniment. Catalogul include o listă a tuturor cercurilor participante, hărți cu dispunerea convenției, indicații pentru a ajunge la și de la locație, reguli ale convenției, rezultate ale sondajelor realizate printre participanții Comiket, articole pe teme relevante pentru creatorii de dōjinshi și una sau două imagini pentru fiecare cerc participant. Este disponibil în format tipărit și pe DVD, iar de la Comiket 83, este accesibil online, cu unele secțiuni în spatele unui paywall parțial.
Catalogurile sunt puse în vânzare în magazine cu două săptămâni înainte de eveniment. Versiunea tipărită este de dimensiunea aproximativă a unui ghid telefonic obișnuit, în timp ce versiunea pe DVD include funcții precum căutare avansată și o hartă interactivă. Până în prezent, nu există o ediție a catalogului în limba engleză, deși acesta conține un ghid de bază de patru pagini pentru participarea la Comiket, disponibil în limbile engleză, chineză și coreeană.
Până la Comiket 96, achiziționarea catalogului nu era necesară pentru a avea acces la Comiket.

### Participanți

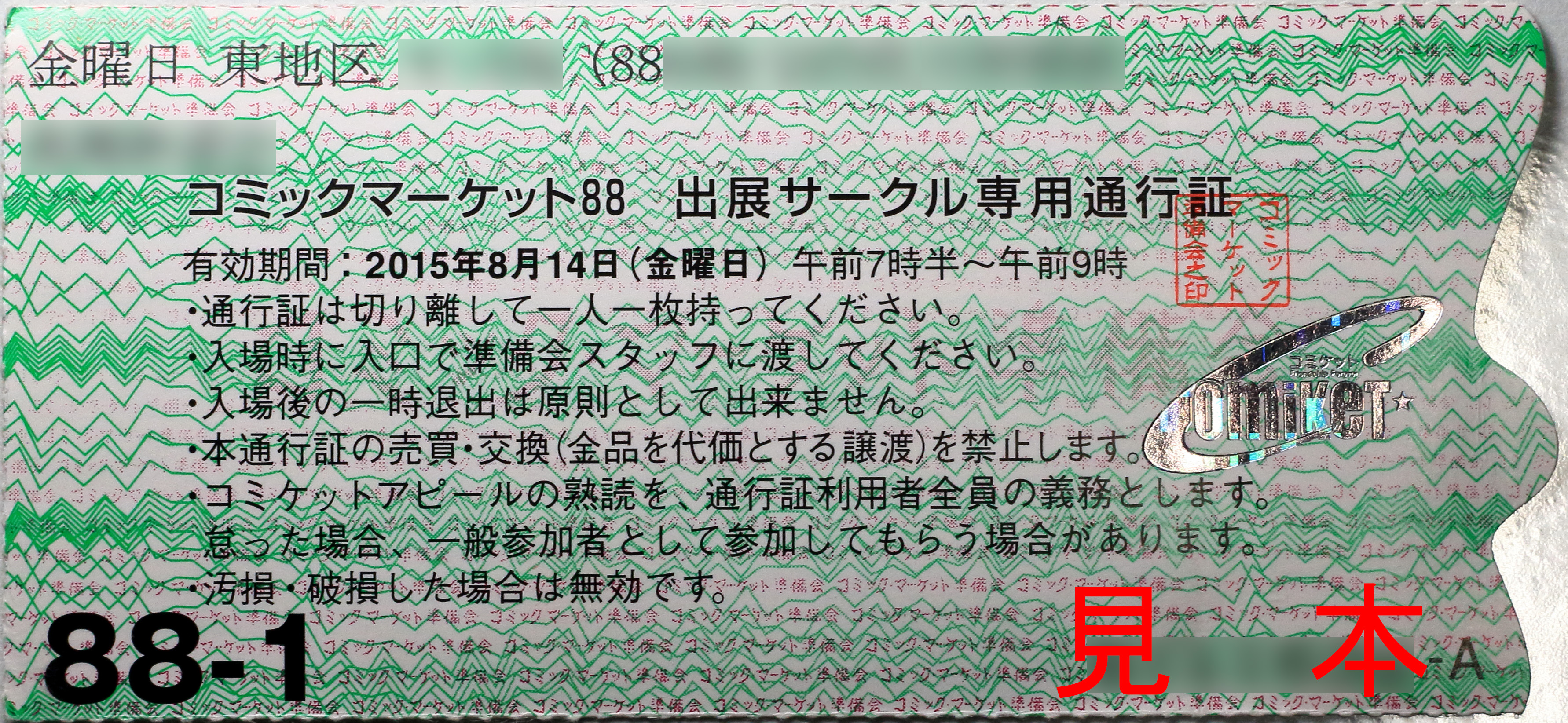
Un bilet de cerc pentru Comiket 88. Biletul utilizează holografie pentru a preveni contrafacerea și include informațiile personale ale expozantului (estompate în această imagine) pentru a împiedica revânzarea ilegală.

Majoritatea covârșitoare a participanților în cercurile de la Comiket sunt artiști amatori și pasionați: 70% dintre cercurile participante pierd bani, în timp ce doar 15% obțin profit. Majoritatea participanților din cercuri la Comiket sunt femei, acestea reprezentând 57% dintre cercurile participante la Comiket 84. Pe de altă parte, participanții generali tind să fie în majoritate bărbați, aceștia compunând 64% din totalul participanților la Comiket 78.
Conform unui sondaj din 2011, aproape jumătate dintre participanții în cercuri afirmă că iau parte la eveniment pentru că le face plăcere să participe și să-și expună lucrările. Un procent semnificativ declară că scopul lor este să-și răspândească lucrările publicului. Un procent mai mic dintre creatorii de dōjinshi participă pentru a promova o idee sau o opinie.
În 2010, majoritatea participanților la cercuri (59%) au declarat că fac parte dintr-un cerc format dintr-o singură persoană, în timp ce cercurile de două persoane (20%) și trei persoane (8%) erau de asemenea comune.

### Filantropie
Din 1993, ComiketPC a donat peste 60 de milioane de yeni pentru gestionarea durabilă a pădurilor, pentru a compensa hârtia utilizată în producția de dōjinshi. Din 2007, ComiketPC colaborează cu Societatea Japoneză a Crucii Roșii pentru a organiza colecte de sânge la evenimentele Comiket. Donatorii primesc postere exclusive Comiket, care înfățișează personaje din anime și jocuri video. Crucea Roșie primește aproximativ 1.500 de donații de sânge la fiecare eveniment Comiket.

## Evenimente trecute
| Nr. | An   | Dată            | Cercuri dōjin | Participanți | Locații                                                |
| --- | ---- | --------------- | ------------- | ------------ | ------------------------------------------------------ |
| 1   | 1975 | 21 decembrie    | 32            | 700          | Nissho Hall                                            |
| 2   | 1976 | 4 aprilie       | 39            | 550          | Itabashi Industrial Union Building (板橋産業連合会館?) |
| 3   | 1976 | 25 iulie        | 56            | 500          | Itabashi Industrial Union Building (板橋産業連合会館?) |
| 4   | 1976 | 19 decembrie    | 80            | 700          | Itabashi Industrial Union Building (板橋産業連合会館?) |
| 5   | 1977 | 10 aprilie      | 94            | 1.300        | Ōta City Industrial Building (大田区産業会館?)         |
| 6   | 1977 | 30–31 iulie     | 100           | 2.000        | Ōta City Industrial Building (大田区産業会館?)         |
| 7   | 1977 | 18 decembrie    | 131           | 2.500        | Ōta City Industrial Building (大田区産業会館?)         |
| 8   | 1978 | 2 aprilie       | 144           | 2.000        | Ōta City Industrial Building (大田区産業会館?)         |
| CS1 | 1978 | 6 mai           | Necunoscut    | 250          | Yotsuya Public Hall (四谷公会堂?)                      |
| 9   | 1978 | 29–30 iulie     | 200           | 300          | Yotsuya Public Hall (四谷公会堂?)                      |
| —   | 1978 | 15 noiembrie    | Necunoscut    | Necunoscut   | Hitotsubashi University Kunitachi Campus               |
| 10  | 1978 | 17 decembrie    | 200           | 3.000        | Ōta City Industrial Building                           |
| 11  | 1979 | 8 aprilie       | 218           | 3.000        | Ōta City Industrial Building                           |
| 12  | 1979 | 28–29 iulie     | 330           | 4.000        | Tokyo Metropolitan Industrial Trade Center             |
| 13  | 1979 | 23 decembrie    | 290           | 4.000        | Ōta City Industrial Building                           |
| 14  | 1980 | 11 mai          | 380           | 6.000        | Kawasaki Shimin Plaza (川崎市民プラザ?)                |
| 15  | 1980 | 14 septembrie   | 340           | 7.000        | Kawasaki Shimin Plaza (川崎市民プラザ?)                |
| 16  | 1980 | 14 decembrie    | 340           | 7.000        | Kawasaki Shimin Plaza (川崎市民プラザ?)                |
| 17  | 1981 | 5 aprilie       | 400           | 8.000        | Kawasaki Shimin Plaza (川崎市民プラザ?)                |
| 18  | 1981 | 15–16 august    | 512           | 10.000       | Yokohama Sanbo Hall                                    |
| 19  | 1981 | 20 decembrie    | 600           | 9.000        | Harumi Fairgrounds                                     |
| 20  | 1982 | 21 martie       | 780           | 9.000        | Harumi Fairgrounds                                     |
| 21  | 1982 | 8 august        | 970           | 10.000       | Harumi Fairgrounds                                     |
| 22  | 1982 | 26 decembrie    | 1.060         | 8.000        | Harumi Fairgrounds                                     |
| 23  | 1983 | 3 aprilie       | 1.200         | 13.000       | Harumi Fairgrounds                                     |
| 24  | 1983 | 7 august        | 1.500         | 18.000       | Harumi Fairgrounds                                     |
| 25  | 1983 | 25 decembrie    | 1.550         | 25.000       | Harumi Fairgrounds                                     |
| 26  | 1984 | 19 august       | 2.400         | 30.000       | Harumi Fairgrounds                                     |
| 27  | 1984 | 23 decembrie    | 2.300         | 25.000       | Harumi Fairgrounds                                     |
| 28  | 1985 | 11 august       | 3.450         | 30.000       | Harumi Fairgrounds                                     |
| 29  | 1985 | 29 decembrie    | 4.000         | 30.000       | Harumi Fairgrounds                                     |
| 30  | 1986 | 10 august       | 3.900         | 35.000       | Harumi Fairgrounds                                     |
| 31  | 1986 | 27–28 decembrie | 4.400         | 40.000       | Tokyo Ryutsu Center                                    |
| 32  | 1987 | 8–9 august      | 4.400         | 60.000       | Tokyo Ryutsu Center                                    |
| 33  | 1987 | 26–27 decembrie | 4.400         | 55.000       | Tokyo Ryutsu Center                                    |
| 34  | 1988 | 13–14 august    | 9.200         | 70.000       | Harumi Fairgrounds                                     |
| 35  | 1989 | 25–26 martie    | 8.900         | 70.000       | Harumi Fairgrounds                                     |
| 36  | 1989 | 13–14 august    | 10.000        | 100.000      | Harumi Fairgrounds                                     |
| 37  | 1989 | 23–24 decembrie | 11.000        | 120.000      | Makuhari Messe                                         |
| 38  | 1990 | 18–19 august    | 13.000        | 230.000      | Makuhari Messe                                         |
| 39  | 1990 | 23–24 decembrie | 13.000        | 250.000      | Makuhari Messe                                         |
| 40  | 1991 | 16–17 august    | 11.000        | 200.000      | Harumi Fairgrounds                                     |
| 41  | 1991 | 29–30 decembrie | 14.000        | 200.000      | Harumi Fairgrounds                                     |
| 42  | 1992 | 15–16 august    | 12.000        | 250.000      | Harumi Fairgrounds                                     |
| 43  | 1992 | 29–30 decembrie | 15.000        | 180.000      | Harumi Fairgrounds                                     |
| 44  | 1993 | 15–16 august    | 15.000        | 250.000      | Harumi Fairgrounds                                     |
| 45  | 1993 | 29–30 decembrie | 16.000        | 200.000      | Harumi Fairgrounds                                     |
| 46  | 1994 | 7–8 august      | 16.000        | 240.000      | Harumi Fairgrounds                                     |
| 47  | 1994 | 29–30 decembrie | 16.000        | 200.000      | Harumi Fairgrounds                                     |
| 48  | 1995 | 18–20 august    | 22.000        | 250.000      | Harumi Fairgrounds                                     |
| 49  | 1995 | 29–30 decembrie | 16.000        | 220.000      | Harumi Fairgrounds                                     |
| CS2 | 1996 | 17 martie       | 1.300         | 8.000        | Harumi Fairgrounds                                     |
| 50  | 1996 | 3–4 august      | 18.000        | 350.000      | Tokyo Big Sight                                        |
| 51  | 1996 | 28–29 decembrie | 22.000        | 220.000      | Tokyo Big Sight                                        |
| 52  | 1997 | 15–17 august    | 33.000        | 400.000      | Tokyo Big Sight                                        |
| 53  | 1997 | 28–29 decembrie | 22.000        | 300.000      | Tokyo Big Sight                                        |
| 54  | 1998 | 14–16 august    | 33.000        | 380.000      | Tokyo Big Sight                                        |
| 55  | 1998 | 29–30 decembrie | 23.000        | 300.000      | Tokyo Big Sight                                        |
| 56  | 1999 | 13–15 august    | 35.000        | 400.000      | Tokyo Big Sight                                        |
| 57  | 1999 | 24–26 decembrie | 25.000        | 320.000      | Tokyo Big Sight                                        |
| CS3 | 2000 | 13–15 august    | 200           | 1.500        | Okinawa Convention Center                              |
| 58  | 2000 | 11–13 august    | 35.000        | 430.000      | Tokyo Big Sight                                        |
| 59  | 2000 | 29–30 decembrie | 23.000        | 300.000      | Tokyo Big Sight                                        |
| 60  | 2001 | 10–12 august    | 35.000        | 480.000      | Tokyo Big Sight                                        |
| 61  | 2001 | 29–31 decembrie | 23.000        | 360.000      | Tokyo Big Sight                                        |
| 62  | 2002 | 9–11 august     | 35.000        | 480.000      | Tokyo Big Sight                                        |
| 63  | 2002 | 28–30 decembrie | 35.000        | 450.000      | Tokyo Big Sight                                        |
| 64  | 2003 | 15–17 august    | 35.000        | 460.000      | Tokyo Big Sight                                        |
| 65  | 2003 | 28–30 decembrie | 35.000        | 420.000      | Tokyo Big Sight                                        |
| 66  | 2004 | 15–17 august    | 35.000        | 510.000      | Tokyo Big Sight                                        |
| 67  | 2004 | 28–30 decembrie | 23.000        | 370.000      | Tokyo Big Sight                                        |
| CS4 | 2005 | 21 martie       | 3.400         | 50.000       | Tokyo Big Sight                                        |
| 68  | 2005 | 12–14 august    | 35.000        | 480.000      | Tokyo Big Sight                                        |
| 69  | 2005 | 29–30 decembrie | 23.000        | 350.000      | Tokyo Big Sight                                        |
| 70  | 2006 | 11–13 august    | 35.000        | 430.000      | Tokyo Big Sight                                        |
| 71  | 2006 | 29–31 decembrie | 35.000        | 440.000      | Tokyo Big Sight                                        |
| 72  | 2007 | 17–19 august    | 35.000        | 550.000      | Tokyo Big Sight                                        |
| 73  | 2007 | 29–31 decembrie | 35.000        | 500.000      | Tokyo Big Sight                                        |
| 74  | 2008 | 15–17 august    | 35.000        | 550.000      | Tokyo Big Sight                                        |
| 75  | 2008 | 28–30 decembrie | 35.000        | 510.000      | Tokyo Big Sight                                        |
| 76  | 2009 | 14–16 august    | 35.000        | 560.000      | Tokyo Big Sight                                        |
| 77  | 2009 | 29–31 decembrie | 35.000        | 510.000      | Tokyo Big Sight                                        |
| CS5 | 2010 | 14–16 august    | 1.500         | 33.000       | Isejin Izumi-cho Kita Building (伊勢甚泉町北ビル?)     |
| 78  | 2010 | 13–15 august    | 35.000        | 560.000      | Tokyo Big Sight                                        |
| 79  | 2010 | 29–31 decembrie | 35.000        | 520.000      | Tokyo Big Sight                                        |
| 80  | 2011 | 12–14 august    | 35.000        | 540.000      | Tokyo Big Sight                                        |
| 81  | 2011 | 29–31 decembrie | 35.000        | 500.000      | Tokyo Big Sight                                        |
| 82  | 2012 | 10–12 august    | 35.000        | 560.000      | Tokyo Big Sight                                        |
| 83  | 2012 | 29–31 decembrie | 35.000        | 550.000      | Tokyo Big Sight                                        |
| 84  | 2013 | 10–12 august    | 35.000        | 590.000      | Tokyo Big Sight                                        |
| 85  | 2013 | 29–31 decembrie | 35.000        | 520.000      | Tokyo Big Sight                                        |
| 86  | 2014 | 15–17 august    | 35.000        | 550.000      | Tokyo Big Sight                                        |
| 87  | 2014 | 28–30 decembrie | 35.000        | 560.000      | Tokyo Big Sight                                        |
| CS6 | 2015 | 28–29 martie    | 5.200         | 50.000       | Makuhari Messe                                         |
| 88  | 2015 | 14–16 august    | 35.000        | 550.000      | Tokyo Big Sight                                        |
| 89  | 2015 | 29–31 decembrie | 35.000        | 520.000      | Tokyo Big Sight                                        |
| 90  | 2016 | 12–14 august    | 34.000        | 530.000      | Tokyo Big Sight                                        |
| 91  | 2016 | 29–31 decembrie | 36.000        | 550.000      | Tokyo Big Sight                                        |
| 92  | 2017 | 11–13 august    | 32.000        | 500.000      | Tokyo Big Sight                                        |
| 93  | 2017 | 29–31 decembrie | 32.000        | 550.000      | Tokyo Big Sight                                        |
| 94  | 2018 | 10–12 august    | 35.000        | 530.000      | Tokyo Big Sight                                        |
| 95  | 2018 | 29–31 decembrie | 35.000        | 570.000      | Tokyo Big Sight                                        |
| 96  | 2019 | 9–12 august     | 32.000        | 730.000      | Tokyo Big Sight & Aomi Exhibition Hall                 |
| 97  | 2019 | 28–31 decembrie | 32.000        | 750.000      | Tokyo Big Sight & Aomi Exhibition Hall                 |
| 98  | 2020 | Anulat          |               |              |                                                        |
| 99  | 2021 | 30–31 decembrie | 20.000        | 110.000      | Tokyo Big Sight                                        |
| 100 | 2022 | 13–14 august    | 20.000        | 170.000      | Tokyo Big Sight                                        |
| 101 | 2022 | 30–31 decembrie | 20.000        | 180.000      | Tokyo Big Sight                                        |
| 102 | 2023 | 12–13 august    | 21.000        | 260.000      | Tokyo Big Sight                                        |
| 103 | 2023 | 30–31 decembrie | 25.900        | 270.000      | Tokyo Big Sight                                        |
| 104 | 2024 | 11–12 august    | 24.000        | 260.000      | Tokyo Big Sight                                        |
| 105 | 2024 | 29–30 decembrie |               |              | Tokyo Big Sight                                        |